# Lincoln (New Hampshire)
Pour les articles homonymes, voir Lincoln.
Lincoln est une ville du comté de Grafton dans l'État du New Hampshire aux États-Unis. Sa population était 1 662 habitants au recensement de 2010. Avec une superficie totale de 339 km2, c'est la deuxième plus grande ville en superficie de l'État.
La ville occupe une partie du parc d'État de Franconia Notch. Située dans les Montagnes Blanches, une grande partie de la ville se trouve dans la Forêt nationale de White Mountain Le sentier des Appalaches traverse le nord-est de la ville. Lincoln est l'emplacement de la station de ski de Loon Mountain et de son développement axé sur les loisirs.

## Source
- (en) Cet article est partiellement ou en totalité issu de l’article de Wikipédia en anglais intitulé « Lincoln, New Hampshire » (voir la liste des auteurs).